# Louis von Brauchitsch
Louis Nicolaus Eduard von Brauchitsch (* 14. Mai 1857 in Oliva; † 12. Januar 1930 in Coburg) war ein preußischer Generalleutnant. 

## Leben

### Herkunft
Louis war ein Sohn des preußischen Generals der Infanterie Eduard von Brauchitsch (1798–1869) und dessen zweiter Ehefrau Auguste, geborene von Schenck (1819–1892). Die drei Brüder bzw. Stiefbrüder Karl (1822–1896), Eduard (1827–1889) und Konrad (1853–1916) wurden preußische Generalmajore.

### Militärkarriere
Nach dem Besuch der Offizierkinderschule in Luxemburg, der Franckeschen Stiftungen in Halle (Saale) sowie der Gymnasien in Berlin und Potsdam trat Brauchitsch am 15. April 1876 als Fahnenjunker in das Königs-Grenadier-Regiment (2. Westpreußisches) Nr. 7 der Preußischen Armee in Liegnitz ein. Er avancierte bis Mitte Oktober 1877 zum Sekondeleutnant und war ab Ende Oktober 1878 auf ein Jahr zur Dienstleistung beim 1. Schlesischen Dragoner-Regiment Nr. 4 kommandiert. Am 21. Oktober 1879 erfolgte seine Versetzung in das Posensche Ulanen-Regiment Nr. 10. Vom 23. Januar 1883 bis zu dessen Tod war Brauchitsch als Ordonnanzoffizier seines Regimentschefs, des Prinzen August von Württemberg kommandiert. Für sein Wirken in dieser Stellung erhielt er das Ritterkreuz I. Klasse des Friedrichs-Ordens. Nach kurzzeitiger Verwendung im Regiment wurde er von Ende September 1885 bis Mitte August 1889 als Inspektionsoffizier zur Kriegsschule in Neiße kommandiert und stieg zwischenzeitlich Anfang März 1887 zum Premierleutnant auf. Am 16. Juni 1891 wurde Brauchitsch als Adjutant der 10. Kavallerie-Brigade kommandiert und am 17. Mai 1892 unter Belassung in diesem Kommando als Rittmeister in das 2. Hannoversche Ulanen-Regiment Nr. 14 versetzt. Daran schloss sich am Mitte Februar 1894 eine Verwendung als Chef der 5. Eskadron im Ulanen-Regiment „Prinz August von Württemberg“ (Posensches) Nr. 10 in Züllichau an. Als Major wurde Brauchitsch am 18. April 1901 zum Stab des Thüringischen Ulanen-Regiments Nr. 6 nach Hanau versetzt. Am 18. Juli 1902 beauftragte man ihn mit der Führung des kombinierten Jäger-Detachements zu Pferde. In dieser Eigenschaft Mitte Mai 1905 zum Oberstleutnant befördert, wurde er am 15. September 1905 mit Wirkung zum 1. Oktober 1905 mit der Führung des Jäger-Regiments zu Pferde Nr. 2 beauftragt sowie am 19. Oktober 1905 zum Regimentskommandeur ernannt. Als Oberst beauftragte man Brauchitsch am 20. März 1911 mit der Führung der 9. Kavallerie-Brigade in Glogau, ernannte ihn am 16. Juni 1911 zum Kommandeur dieser Brigade und beförderte ihn am 22. März 1912 zum Generalmajor. In Genehmigung seines Abschiedsgesuches wurde Brauitsch am 20. Juli 1912 unter Verleihung des Roten Adlerordens II. Klasse mit Eichenlaub und mit der gesetzlichen Pension zur Disposition gestellt.
Im Ersten Weltkrieg wurde Brauchitsch als z.D.-Offizier mehrfach wiederverwendet. Er war zunächst vom 25. Oktober 1914 bis zum 19. November 1915 Kommandant von Glogau und erhielt das Eiserne Kreuz II. Klasse. Vom 8. Dezember 1915 bis zum 6. September 1916 wurde er mit den Gebührnissen eines Brigadekommandeurs der Etappen-Inspektion der 12. Armee zugeteilt. Schließlich war er ab dem 20. Oktober 1916 Kreischef im besetzten Belgien, bis seine Mobilmachungsbestimmung unter Verleihung des Charakter als Generalleutnant am 24. März 1918 letztmals aufgehoben wurde.

### Familie
Brauchitsch hatte sich am 1. Februar 1891 in Coburg mit Anna Feder (1867–1919) verheiratet. In zweiter Ehe vermählte er sich am 8. Januar 1921 in Gotha mit deren Schwester Marie, verwitwete von Graevenitz (1867–1921). In dritter Ehe war Brauchitsch seit dem 9. Juli 1923 mit Erna Thelemann, verwitwete Kleine (* 1878) verheiratet. Aus der ersten Ehe gingen die Kinder Heinrich (* 1892) und Annemarie (1896–1903) hervor.